# Остров Ли-Смита
Остров Ли-Смита — остров архипелага Земля Франца-Иосифа, Приморский район Архангельской области России.
Назван в честь британского яхтсмена и исследователя Бенджамина Ли-Смита.

## География
Расположен в южной центральной части архипелага. Высшая точка — ледниковый купол высотой 309 метров. Вторая по высоте точка расположена южнее на том же куполе — 247 метров. Высшая точка земли составляет 163 метра. Представляет собой скалу, образующую мыс Розе, расположенный на северной оконечности.
Остров почти целиком покрыт ледниковым куполом и образованными им ледниками, крупнейший из которых занимает почти всё восточное побережье острова. Свободных ото льда участков всего два. Первый представляет собой скалистое северное побережье. Второй больше и более равнинный. Расположен на южном побережье. На нём находится несколько маленьких озёр, ручьи отсутствуют.

### Мысы острова
- Мыс Розе — мыс восточнее крайней северной точки острова
- Мыс Виттенбурга — крайняя южная точка острова

## Прилегающая акватория
Остров омывается Баренцевым морем. Соединён подводной перемычкой глубиной до 26 метров с островом Королевского Общества. Наиболее мелкие воды, до 20 метров, расположены у южных берегов острова. Также небольшой участок вод глубиной до 9 метров расположен у северо-западного побережья. С юга острова открытое море.
Бухты и заливы отсутствуют.

### Проливы
- Пролив Сидорова отделяет на востоке остров от острова Брейди.
- Пролив Аллен-Юнг отделяет остров на северо-востоке от островов Притчетта, Зуб и Блисса.
- Пролив Смитсона отделяет остров на западе от острова Гукера.

## Ближайшие острова
- Остров Королевского Общества
- Остров Гукера
- Остров Притчетта
- Зуб
- Остров Блисса
- Остров Брейди

## Топографические карты
- Лист карты U-40-XXXI,XXXII,XXXIII остров Мак-Клинтока. Масштаб: 1 : 200 000. Издание 1971 г.